# Boxeuropameisterschaften 1987
Die 28. Herren-Boxeuropameisterschaften der Amateure 1987 wurden vom 29. Mai bis zum 7. Juni 1987 im italienischen Turin ausgetragen. Dabei wurden 48 Medaillen in zwölf Gewichtsklassen vergeben. Die Boxer der Sowjetunion erkämpften sich fünf Titel und waren damit die erfolgreichste Nation dieser Meisterschaft. Lediglich Henry Maske konnte seinen EM-Titel aus dem Jahr 1985 erfolgreich verteidigten. Die Preise für den besten Boxer erhielten von der European Amateur Boxing Association (EABA) Superschwergewichtler Ulli Kaden und von den Journalisten der AIPA Mittelgewichtler Henry Maske.

## Ergebnisse
| Klasse                          | Gold                                                 | Silber                            | Bronze                                                     |
| Halbfliegengewicht (bis 48 kg)  | Nschan Muntschjan Sowjetunion                        | Krasimir Cholakow Bulgarien       | Adrian Amzer Rumänien Dragan Zivadinović Jugoslawien       |
| Halbfliegengewicht (bis 48 kg)  | 4:1 nach Punkten (59:58, 59:58, 59:58, 58:59, 59:58) |                                   | Adrian Amzer Rumänien Dragan Zivadinović Jugoslawien       |
| Fliegengewicht (bis 51 kg)      | Andreas Tews DDR                                     | János Váradi Ungarn               | Andrea Mannai Italien Johnny Bredahl Dänemark              |
| Fliegengewicht (bis 51 kg)      | 5:0 nach Punkten (60:56, 60:57, 60:57, 60:57, 60:57) |                                   | Andrea Mannai Italien Johnny Bredahl Dänemark              |
| Bantamgewicht (bis 54 kg)       | Aleksandar Christow Bulgarien                        | Juri Alexandrow Sowjetunion       | René Breitbarth DDR Jimmy Majanya Schweden                 |
| Bantamgewicht (bis 54 kg)       | 5:0 nach Punkten (59:58, 59:59, 59:58, 59:58, 59:58) |                                   | René Breitbarth DDR Jimmy Majanya Schweden                 |
| Federgewicht (bis 57 kg)        | Michail Kazarian Sowjetunion                         | László Szöke Ungarn               | Regilio Tuur Niederlande Jarmo Eskelinen Finnland          |
| Federgewicht (bis 57 kg)        | 5:0 nach Punkten (60:57, 60:57, 59:58, 60:57, 59:58) |                                   | Regilio Tuur Niederlande Jarmo Eskelinen Finnland          |
| Leichtgewicht (bis 60 kg)       | Orsubek Nasarow Sowjetunion                          | Emil Tschuprenski Bulgarien       | Daniel Maeran Rumänien Michele Caldarella Italien          |
| Leichtgewicht (bis 60 kg)       | 5:0 nach Punkten (60:56, 60:56, 59:58, 59:57, 60:57) |                                   | Daniel Maeran Rumänien Michele Caldarella Italien          |
| Halbweltergewicht (bis 64 kg)   | Borislaw Abadschiew Bulgarien                        | Wjatscheslaw Janowski Sowjetunion | Søren Søndergaard Dänemark Reimo van der Hoeck Niederlande |
| Halbweltergewicht (bis 64 kg)   | 3:2 nach Punkten (59:58, 58:58, 58:59, 58:59, 59:58) |                                   | Søren Søndergaard Dänemark Reimo van der Hoeck Niederlande |
| Weltergewicht (bis 67 kg)       | Wassili Schischow Sowjetunion                        | Siegfried Mehnert DDR             | Angel Stojanow Bulgarien Derge Petronijević Jugoslawien    |
| Weltergewicht (bis 67 kg)       | 3:2 nach Punkten (59:58, 58:59, 58:59, 59:58, 60:57) |                                   | Angel Stojanow Bulgarien Derge Petronijević Jugoslawien    |
| Halbmittelgewicht (bis 71 kg)   | Enrico Richter DDR                                   | Wiktor Jegorow Sowjetunion        | Neville Brown England Marian Gavrila Rumänien              |
| Halbmittelgewicht (bis 71 kg)   | 5:0 nach Punkten (58:58, 59:58, 60:58, 59:58, 59:58) |                                   | Neville Brown England Marian Gavrila Rumänien              |
| Mittelgewicht (bis 75 kg)       | Henry Maske DDR                                      | Henryk Petrich Polen              | Ruslan Taramow Sowjetunion Esa Hukkanen Finnland           |
| Mittelgewicht (bis 75 kg)       | 5:0 nach Punkten (60:56, 60:56, 60:57, 60:56, 60:57) |                                   | Ruslan Taramow Sowjetunion Esa Hukkanen Finnland           |
| Halbschwergewicht (bis 81 kg)   | Juri Waulin Sowjetunion                              | René Ryl DDR                      | Andrea Magi Italien Lofti Çanbakis Türkei                  |
| Halbschwergewicht (bis 81 kg)   | 5:0 nach Punkten (60:56, 60:56, 60:56, 59:59, 59:56) |                                   | Andrea Magi Italien Lofti Çanbakis Türkei                  |
| Schwergewicht (bis 91 kg)       | Arnold Vanderlyde Niederlande                        | Ramzan Sebijew Sowjetunion        | Swilen Rusinow Bulgarien Luigi Gaudiano Italien            |
| Schwergewicht (bis 91 kg)       | 4:1 nach Punkten (59:58, 60:57, 58:59, 60:57, 60:57) |                                   | Swilen Rusinow Bulgarien Luigi Gaudiano Italien            |
| Superschwergewicht (über 91 kg) | Ulli Kaden DDR                                       | Alexander Jagubkin Sowjetunion    | Biagio Chianese Italien Petar Stoimenow Bulgarien          |
| Superschwergewicht (über 91 kg) | 3:2 nach Punkten (58:60, 59:58, 59:58, 58:59, 60:56) |                                   | Biagio Chianese Italien Petar Stoimenow Bulgarien          |

## Medaillenspiegel
| Rang | Land                            | Gold | Silber | Bronze | Gesamt |
| ---- | ------------------------------- | ---- | ------ | ------ | ------ |
| 1    | Sowjetunion                     | 5    | 5      | 1      | 110    |
| 2    | Deutsche Demokratische Republik | 4    | 2      | 1      | 7      |
| 3    | Bulgarien                       | 2    | 2      | 3      | 7      |
| 4    | Niederlande                     | 1    | –      | 2      | 3      |
| 5    | Ungarn                          | –    | 2      | –      | 2      |
| 6    | Polen                           | –    | 1      | –      | 1      |
| 7    | Italien                         | –    | –      | 5      | 5      |
| 8    | Rumänien                        | –    | –      | 3      | 3      |
| 9    | Jugoslawien                     | –    | –      | 2      | 2      |
| 9    | Dänemark                        | –    | –      | 2      | 2      |
| 9    | Finnland                        | –    | –      | 2      | 2      |
| 12   | Schweden                        | –    | –      | 1      | 1      |
| 12   | England                         | –    | –      | 1      | 1      |
| 12   | Türkei                          | –    | –      | 1      | 1      |
|      | Gesamt                          | 12   | 12     | 24     | 48     |